# Frankfurt-Griesheim

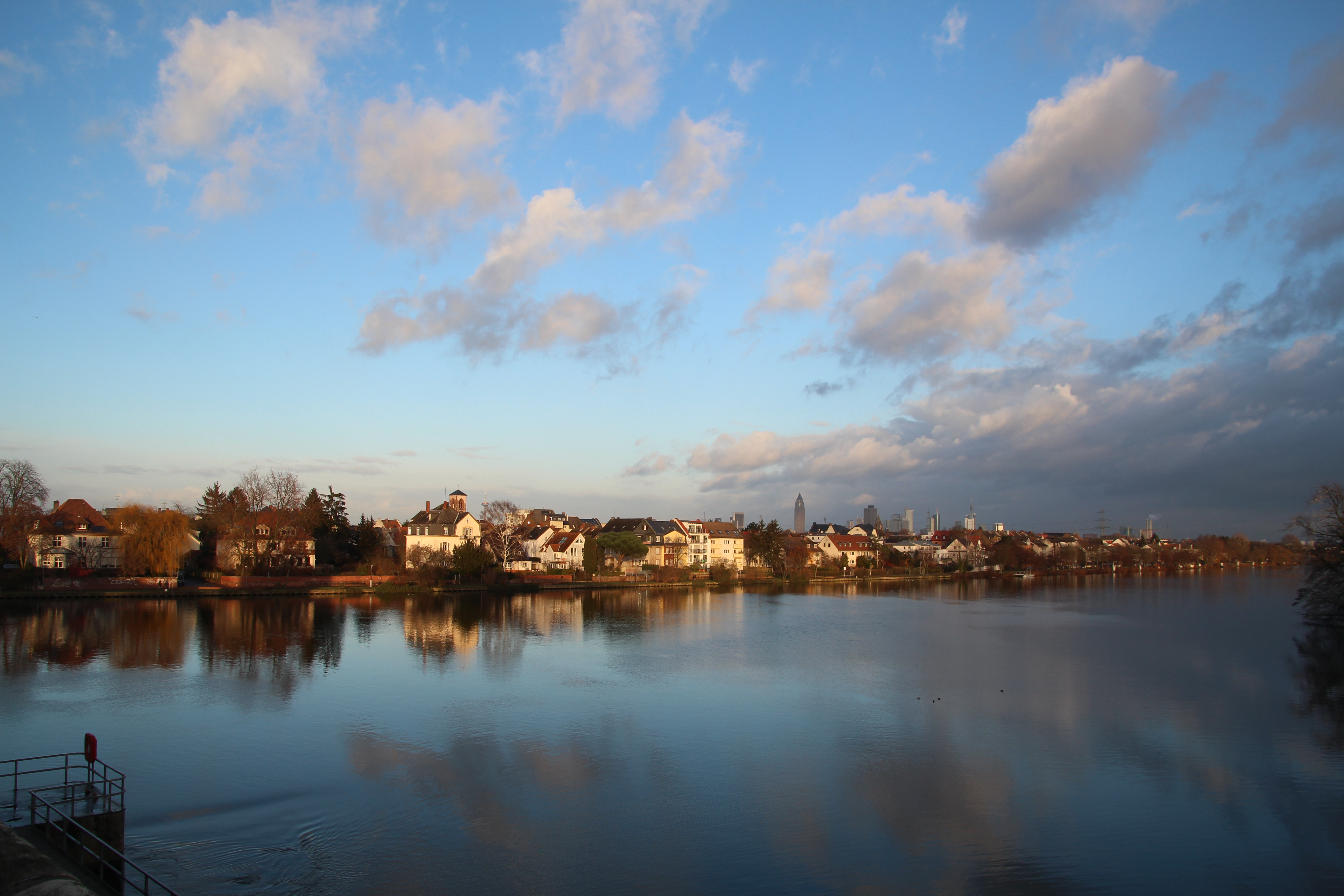
Blick von der Staustufe Griesheim auf den Stadtteil in winterlicher Abendsonne

Griesheim ist seit dem 1. April 1928 ein westlicher Stadtteil von Frankfurt am Main nördlich des Mains. Die Einwohnerzahl beträgt 32.303.

## Geographie

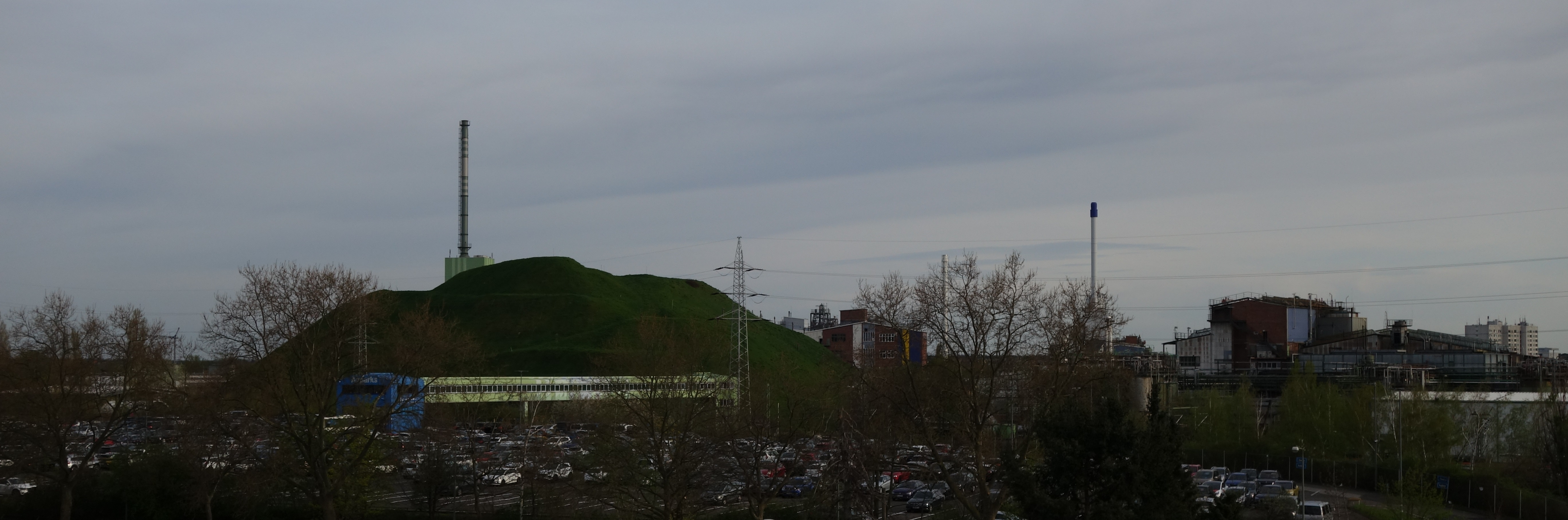
Begrünte Chemiemülldeponie Griesheimer Alpen

Griesheim grenzt im Westen an Nied, im Norden an Sossenheim, Rödelheim und Bockenheim, im Osten an Gallus und das Gutleutviertel sowie im Süden, getrennt durch den Main, an Schwanheim.
Griesheim ist zwar als Teil der Untermainebene weitestgehend flach, allerdings ragt als künstlicher Berg die begrünte Chemiemülldeponie Griesheimer Alpen rund 40 Meter empor.

## Geschichte

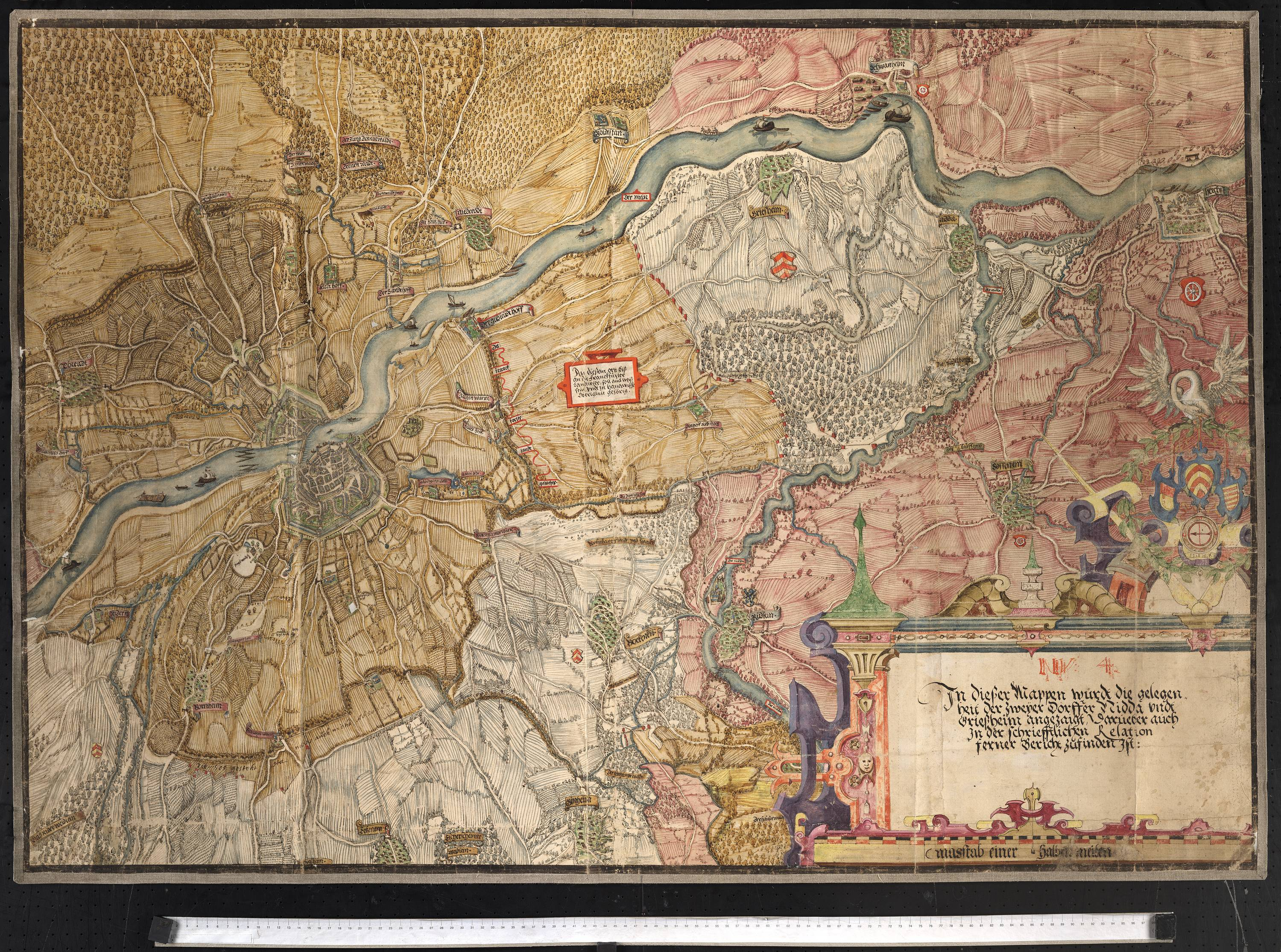
„Die Dörfer Nied und Griesheim“ (Hoffmann’s Blatt 4 als Blatt 2 des Kartenbandes Grenz- und Grundrisse des Amtes Bergen) – Karte von 1583 des vereidigten Landmessers und Kartographen Elias Hoffmann (gest. 1592) aus Frankfurt

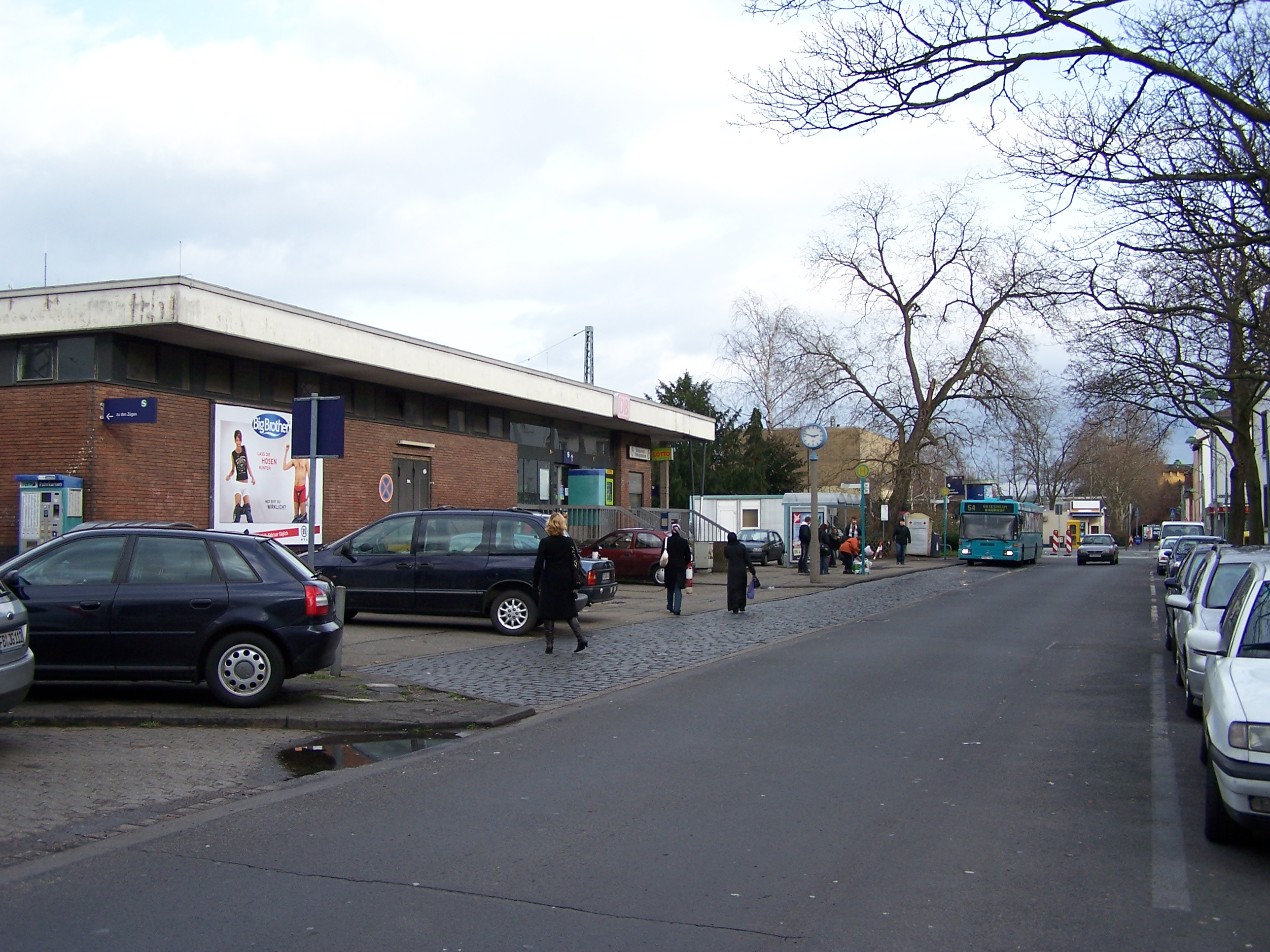
Das Empfangsgebäude des Griesheimer Bahnhofs aus dem Jahr 1971

### Überblick
Bereits in vorrömischer Zeit verliefen durch das Griesheimer Gebiet zwei Altstraßen von Mainz kommend, die Antsanvia, über die Nidda-Brücke bei Nied durch den Griesheimer Gemeindewald (Rödelheimer Straße heute Oeserstraße), sowie eine am Mainufer zum Frankfurter Domhügel entlangziehende Straße (heute etwa Nieder Kirchweg/Stroofstraße bzw. Alt-Griesheim). Die Römer nutzten diese Straßen, bauten sie weiter aus und legten eine weitere Heerstraße vom Verwaltungssitz Nida der Civitas Taunensium zum römischen Kastell „Auf Esch“ und der angrenzenden zivilen Siedlung bei Groß-Gerau an, wo sich eine überregionale Straßenkreuzung befand. Diese Verbindungsstraße ist heute vollständig verschwunden, durch Funde am Ebelfeld (Praunheim), in Rödelheim (Nidda-Durchstich), im Griesheimer Wald und in Schwanheim auf der gegenüberliegenden Mainseite ist der Verlauf jedoch gesichert.
Für die städtebauliche Entwicklung Griesheims war jedoch lediglich die von Nied kommende Mainuferstraße maßgeblich, an deren Achse sich im Mittelalter Handwerker und Fischer ansiedelten, diese Verbindungsstraße nach Frankfurt (über den Gutleuthof) war Keimzelle der dörflichen Ausdehnung Griesheims.
Urkundlich wurde Griesheim in nachrömischer Zeit erstmals um 850 erwähnt unter dem Namen Groezesheim, die Reichsabtei Lorsch besaß hier einen Hof, Äcker und Wiesen. Eine weitere Nennung als Griegesheim aus dem Jahr 965 findet sich in den Nassauer Urkunden.
1684 kam Griesheim in Kurmainzer Besitz, nachdem es seit 1474 unter einer hanauisch-mainzer Doppelherrschaft gestanden hatte. Seitdem führt der Stadtteil das Mainzer Rad im Wappen.
1845 erhielt Griesheim eine Volksschule. Am selben Standort steht heute die Boehleschule, eine der Griesheimer Grundschulen. Bereits im Jahre 1856 wurde am westlichen Rand des damaligen Siedlungsgebietes die chemische Fabrik Griesheim gegründet. Der Chemiestandort Griesheim ist damit älter als das Chemiewerk in Höchst. Seit dem Bau der evangelischen Kirche 1866 (Turm erst 1890) wird nur noch die katholische Bevölkerung von Nied aus seelsorgerisch betreut. Die Straße „Nieder Kirchweg“ erinnert noch heute an diese Zeit. Die Innenausmalung der Kirche schuf 1926 Otto Linnemann aus Frankfurt.
1871 wurde Griesheim über die Hessische Ludwigsbahn an das deutsche Eisenbahnnetz angeschlossen. In diesem Jahr wurde auch die katholische Kirchengemeinde in Griesheim gegründet. 1897 wurde die katholische Kirche Mariä-Himmelfahrt eingeweiht. An ein großes Explosionsunglück im Jahre 1901 mit 26 Toten und über 200 Verletzten erinnert noch heute das Eingangsportal des Griesheimer Friedhofes in der Waldschulstraße. Am 1. April 1928 wurde Griesheim zusammen mit den anderen westlichen Vororten zur Stadt Frankfurt am Main eingemeindet. 1932 wurde die Staustufe Griesheim mit einem Wasserkraftwerk und einer Schleusenanlage dem Betrieb übergeben. 1963 verlor Griesheim seine Personenfähre über den Main.
Im Juni 2010 wurde Benno Schubert, der letzte Bürgermeister des ehemals selbstständigen Griesheim (1922–1928), durch die Benennung eines kleinen Parks in Benno-Schubert-Park geehrt. Eine Gedenktafel und ein Mammutbaum erinnern in der Grünanlage am südlichen Ende der Schöffenstraße, direkt am Griesheimer Mainufer, an den Wegbereiter der Eingemeindung nach Frankfurt im Jahr 1928.

### Einwohnerentwicklung
| Frankfurt-Griesheim: Einwohnerzahlen von 1752 bis 2020 | Frankfurt-Griesheim: Einwohnerzahlen von 1752 bis 2020 | Frankfurt-Griesheim: Einwohnerzahlen von 1752 bis 2020 | Frankfurt-Griesheim: Einwohnerzahlen von 1752 bis 2020 | Frankfurt-Griesheim: Einwohnerzahlen von 1752 bis 2020 |
| ------------------------------------------------------ | ------------------------------------------------------ | ------------------------------------------------------ | ------------------------------------------------------ | ------------------------------------------------------ |
| Jahr                                                   |                                                        |                                                        |                                                        | Einwohner                                              |
| 1752                                                   | 1752                                                   |                                                        | 163                                                    | 163                                                    |
| 1771                                                   | 1771                                                   |                                                        | 211                                                    | 211                                                    |
| 1805                                                   | 1805                                                   |                                                        | 264                                                    | 264                                                    |
| 1826                                                   | 1826                                                   |                                                        | 365                                                    | 365                                                    |
| 1840                                                   | 1840                                                   |                                                        | 653                                                    | 653                                                    |
| 1852                                                   | 1852                                                   |                                                        | 869                                                    | 869                                                    |
| 1864                                                   | 1864                                                   |                                                        | 1.358                                                  | 1.358                                                  |
| 1875                                                   | 1875                                                   |                                                        | 2.102                                                  | 2.102                                                  |
| 1885                                                   | 1885                                                   |                                                        | 3.010                                                  | 3.010                                                  |
| 1895                                                   | 1895                                                   |                                                        | 5.870                                                  | 5.870                                                  |
| 1910                                                   | 1910                                                   |                                                        | 11.514                                                 | 11.514                                                 |
| 1925                                                   | 1925                                                   |                                                        | 12.205                                                 | 12.205                                                 |
| 1939                                                   | 1939                                                   |                                                        | 12.382                                                 | 12.382                                                 |
| 1946                                                   | 1946                                                   |                                                        | 13.055                                                 | 13.055                                                 |
| 1950                                                   | 1950                                                   |                                                        | 17.382                                                 | 17.382                                                 |
| 1956                                                   | 1956                                                   |                                                        | 21.112                                                 | 21.112                                                 |
| 1961                                                   | 1961                                                   |                                                        | 24.942                                                 | 24.942                                                 |
| 1970                                                   | 1970                                                   |                                                        | 25.234                                                 | 25.234                                                 |
| 1980                                                   | 1980                                                   |                                                        | ?                                                      | ?                                                      |
| 1990                                                   | 1990                                                   |                                                        | ?                                                      | ?                                                      |
| 2000                                                   | 2000                                                   |                                                        | ?                                                      | ?                                                      |
| 2013                                                   | 2013                                                   |                                                        | 21.132                                                 | 21.132                                                 |
| 2020                                                   | 2020                                                   |                                                        | 23.569                                                 | 23.569                                                 |
| Quelle(n): ; Stadt Frankfurt                           |                                                        |                                                        |                                                        |                                                        |

## Religion

### Kirchengemeinden
- Evangelisch: Ev. Kirchengemeinde Ffm-Griesheim, Alte Falterstraße 6 (fusioniert seit Januar 2005), Segenskirche (Baujahr 1863) und Pfingstkirche (Baujahr 1954)
- Katholisch: Pastoraler Raum Griesheim-Nied mit der Kath. Pfarrei Mariä Himmelfahrt, Linkstraße 45, Kirche eingeweiht 1897 und der Filialkirche St. Hedwig, Elsterstraße 18. Zum Pastoralen Raum gehören zusätzlich die katholische Pfarrei in Frankfurt-Nied und die Eritreischen Katholiken sowie die Französische und die Italienischen Gemeinden in Frankfurt.[8]

### Moscheegemeinden
- Islamisches Zentrum Frankfurt
- Marokkanisch-Islamischer Kulturverein Bilal-Moschee, Froschhäuser Straße 12

## Wirtschaft und Infrastruktur

### Verkehr

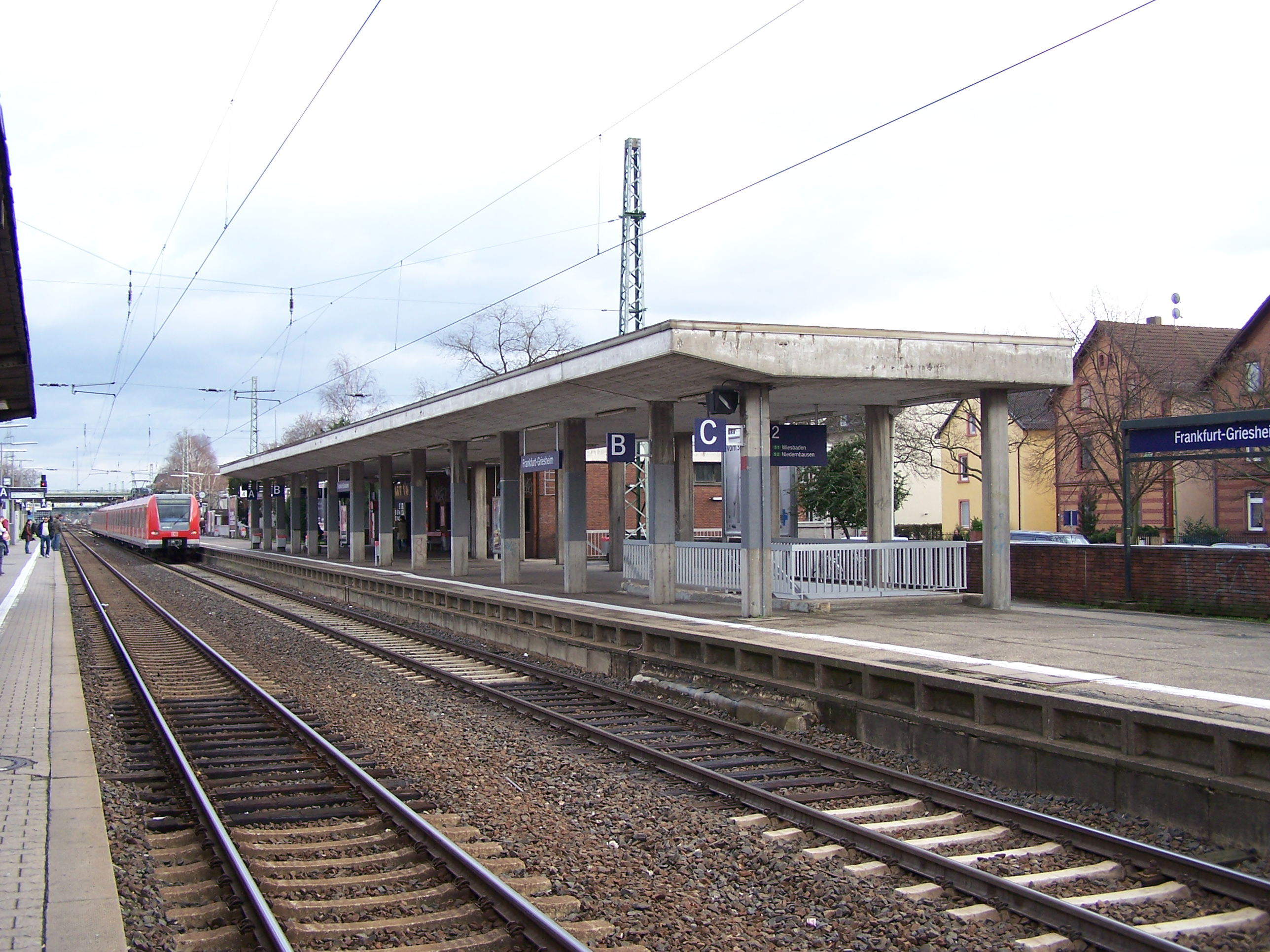
DB-Bahnhof Griesheim an der Main Lahn Bahn mit Zug der S-Bahn Rhein-Main

Durch den Bahnhof Frankfurt-Griesheim ist Griesheim gut mit der Frankfurter Innenstadt (Linien S1 und S2 der S-Bahn Rhein-Main) sowie dem westlichen Umland und Wiesbaden verbunden. Die Bahnlinie sowie die Mainzer Landstraße im Norden teilen den Ort in drei Teile: Süd, Mitte und Nord.
Die beiden Stadtteile Alt-Griesheim und Neu-Griesheim waren ursprünglich durch die sogenannte Omegabrücke miteinander verbunden. Diese Brücke diente über viele Jahre als zentrale Verkehrsverbindung zwischen den beiden Quartieren. Aufgrund baulicher Mängel wurde die Omegabrücke jedoch abgerissen.
Seitdem besteht die einzige direkte Verbindung zwischen Alt- und Neu-Griesheim lediglich über einen Bahnübergang. Eine dauerhafte Lösung zur Wiederherstellung einer leistungsfähigen Verbindung steht noch aus. Die Stadt Frankfurt prüft derzeit verschiedene Optionen, darunter der Bau einer neuen Brücke oder einer Unterführung. Eine endgültige Entscheidung wurde bislang nicht getroffen.
Der Abriss der Omegabrücke hatte erhebliche Auswirkungen auf die örtliche Infrastruktur und das wirtschaftliche Leben. Zahlreiche Geschäfte, Kneipen und Lokale insbesondere in Alt-Griesheim sind infolgedessen nur noch eingeschränkt erreichbar. Zwar existiert eine provisorische Fußgängerbrücke, die es Anwohnerinnen und Anwohnern ermöglicht, das Gebiet zu Fuß zu erreichen, jedoch ist die frühere Besucherfrequenz deutlich zurückgegangen. Der motorisierte Individualverkehr in die Einkaufsstraße von Alt-Griesheim hat spürbar abgenommen.
Öffentlicher Personennahverkehr (ÖPNV): Außer der S-Bahn verkehren in Griesheim die Omnibuslinien 52 (außer an Sonn- und Feiertagen), 54 und 59 sowie im nördlichen Teil die Straßenbahnlinien 11 und 21.
| Linie | Verlauf | Takt                                      |
| ----- | --- | ----------------------------------------- |
| 11    | Höchst Zuckschwerdtstraße – Nied Kirche – Griesheim – Gallus – Galluswarte – Hauptbahnhof – Willy-Brandt-Platz – Altstadt – Ostendstraße – Ostbahnhof – Mainkur Bahnhof – Fechenheim Schießhüttenstraße | 10 min 7/8 min (wochentags an Schultagen) |
| 21    | Nied Kirche – Griesheim – Gallus – Galluswarte – Hauptbahnhof – Universitätsklinikum – Niederrad – Stadion Straßenbahn                                                                                  | 10 min 7/8 min (wochentags an Schultagen) |

### DB-Betriebswerk
In Frankfurt–Griesheim befindet sich ein Betriebswerk zur Instandhaltung der ICE-Züge. Es ist das einzige DB-Werk in Deutschland, in welchem Mehrsystemfahrzeuge getestet und gewartet werden können.

### Lokales Gewerbe
Im Süden befindet sich das Ortszentrum mit einem umfangreichen Angebot an Einkaufsmöglichkeiten, Arztpraxen und Gastronomie. Griesheim-Mitte, gelegen zwischen Bahnlinie und Mainzer Landstraße, ist geprägt durch den Siedlungsbau der 1960er und 1970er Jahre. Griesheim-Nord entstand zu großen Teilen in den frühen 1950er Jahren durch den Bau von Wohnungen, die zu Beginn überwiegend von Heimatvertriebenen bewohnt wurden. Momentan werden diese Gebäude durch umfangreiche Renovierungsarbeiten modernisiert.

### Unternehmen
Neben dem Industriepark Griesheim am westlichen Ortsrand liegt nahe der Mainzer Landstraße ein großes Gewerbegebiet, in dem mehrere Autohäuser, Verbrauchermärkte, ein Kino sowie eine Diskothek zu finden sind. Das ebenfalls dort ansässige Werk Messer Griesheim entwarf die Fackel für die Olympischen Spiele in Sydney. Auf dem Gelände des Industrieparks Griesheim betreibt die VIAS GmbH seit Dezember 2010 ein neu errichtetes Betriebswerk für die Triebwagen der zum Fahrplanwechsel 2010 neu aufgenommenen eigenen Linien der rechten Rheinstrecke und des Main-Sieg-Express der Hessischen Landesbahn.
Die DB Fernverkehr AG betreibt des Weiteren in Frankfurt-Griesheim (Griesheimer Stadtweg 8) ihr Betriebswerk zur Instandhaltung der ICE-Baureihen 406 sowie 415. Das Werk umfasst – für die DB Fernverkehr AG – zwei Gleise sowie zwei Gleise in der ehemaligen S-Bahn-Halle. Geplant ist die Stationierung der Baureihe 407 im Betriebswerk Griesheim. Hierfür wird eine weitere Wartungshalle mit drei Gleisen neu errichtet. Des Weiteren betreibt die DB Regio AG auf den anderen Gleisen der ehemaligen S-Bahn-Werkstatt die Instandhaltung von Elektro- und Diesellokomotiven. Auch Doppelstockwagen werden im Standort Frankfurt-Griesheim instand gehalten.

### Soziale Einrichtungen
In Griesheim gibt es Kindertagesstätten in kirchlicher, kommunaler beziehungsweise privater Trägerschaft sowie drei Grundschulen und eine integrierte Gesamtschule. Um die Betreuungssituation für Kleinstkinder in Griesheim-Süd zu verbessern, eröffnete Anfang Oktober 2006 in der Alten Falterstraße 6 eine Krabbelstube des Diakonischen Werkes, zusätzlich zu der seit längerem laufenden Krabbelgruppe und dem Mini-Club der katholischen Gemeinde Mariä Himmelfahrt.
Im 1987 fertiggestellten Bürgerhaus nahe dem Bahnhof befindet sich eine Dependance der Stadtbücherei.
Griesheim galt lange Zeit als einer der größten sozialen Brennpunkte der Stadt. Durch die zum Teil hochproblematische Wohnsituation in einigen Siedlungen (zum Beispiel westliche Ahornstraße) kam es in den 1990er Jahren zu Vorkommnissen, die Griesheim den Namen Frankfurter Bronx einbrachten. Durch die Bewohner einbeziehende Hilfsmaßnahmen konnte jedoch in den folgenden Jahren die Entstehung eines Ghettos nach amerikanischem Vorbild verhindert werden. Stigmatisierungen Griesheims in dieser Hinsicht, die mitunter bis heute von Außenstehenden klischeehaft angeführt werden, sind nicht zutreffend. Nach wie vor gibt es jedoch Bereiche, die ein Weiterführen integrativer Maßnahmen erforderlich machen. Um dem gerecht zu werden, ist seit Anfang 2005 die Eberhard-Wildermuth-Siedlung in Griesheim-Nord Teil des Projektes Soziale Stadt, in dessen Rahmen mittels Quartiersmanagement eine stärkere Integration innerhalb des Stadtteils erreicht werden soll.
Es gibt mehrere offene Jugendeinrichtungen:
- Jugendclub des Internationalen Bundes
- Jugendclub des Evangelischen Vereins für Jugendsozialarbeit
- Kinder- und Jugendbüro der Evangelischen Kirchengemeinde
- IB fema für Mädchen und Frauen von 10 bis 27 Jahren.

## Kultur und Sehenswürdigkeiten

### Bauwerke
Siehe Liste der Kulturdenkmäler in Frankfurt-Griesheim

#### Staustufe Griesheim

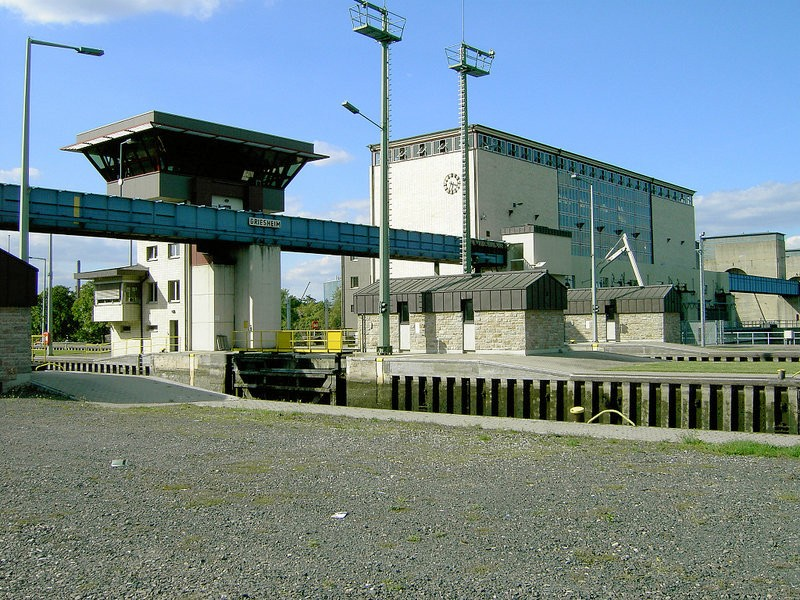
Staustufe Griesheim

Die Staustufe Griesheim besteht aus zwei Schleusenkammern, jeweils 12 und 15 Meter breit sowie einem Laufwasserkraftwerk mit drei Kaplanturbinen. Die jährlich im Durchschnitt erzeugte elektrische Arbeit liegt bei etwa 35.000 Megawattstunden (MWh). Dies entspricht einer Versorgung von ca. 10 000 Haushalten. Sie wird als Kraftwerksbetriebsstelle durch das Wasser- und Schifffahrtsamt Aschaffenburg betrieben und wurde von 1929 bis 1932 als Walzenwehr mit Kraftwerk in den kubischen Formen des Bauhausstils erbaut. Sie galt seinerzeit als die modernste und leistungsfähigste Binnenschifffahrtsanlage Europas.

#### Autobahnbrücke Griesheim
Die heutige Europabrücke nach Schwanheim ist die älteste Autobahnbrücke Deutschlands. Nach dem ersten Spatenstich am 23. September 1933 für das Teilstück Frankfurt am Main–Darmstadt der geplanten Nord-Süd-Achse (HaFraBa) wurde die erste Mainbrücke 1934/1935 errichtet. Die Autobahn Frankfurt–Darmstadt wurde am 19. Mai 1935 eröffnet. Die heutige Bundesautobahn 5 war ursprünglich als „HaFraBa“ von Hamburg über Frankfurt am Main bis nach Basel als einheitliche Strecke geplant.
In den letzten Kriegstagen wurde die Brücke gesprengt, dann 1945/1946 wieder aufgebaut und im April 1946 neu eingeweiht. In den Jahren 1974 bis 1978 wurde die Autobahnbrücke bei Griesheim durch die jetzige Europabrücke ersetzt.

### Erholung und Freizeit
Naherholungsgebiete finden sich am Mainufer mit Spielplätzen und Freizeitangeboten sowie im Niedwald im nördlichen Teil.
Des Weiteren existiert ein vielfältiges Vereinsleben, zahlreiche Sport- und Kulturvereine sorgen für unterschiedliche Betätigungsmöglichkeiten. In der Evangelischen Kirchengemeinde finden regelmäßig musikalische Veranstaltungen statt, in deren Mittelpunkt mitunter die historische Sauer-Orgel in der Segenskirche steht.

### Regelmäßige Veranstaltungen
Großer Beliebtheit erfreut sich das alljährlich im Sommer stattfindende Mainuferfest.
Darüber hinaus gibt es über das Jahr verteilt zahlreiche Feste und Veranstaltungen, die von Vereinen oder Kirchengemeinden organisiert werden.
Musikalisch sei hier der Akkordeon-Musikverein Heiterkeit von 1890 Frankfurt am Main-Griesheim e. V. erwähnt. Das jährliche Herbstkonzert des ältesten deutschen Akkordeon-Vereins findet traditionell am ersten Sonntag im November statt.

## Persönlichkeiten
- Johannes Meisenheimer (1873–1933), Zoologe und Hochschullehrer
- Jakob Meisenheimer (1876–1934),  Chemiker
- Ignatz Stroof (1838–1920),  Chemiker
- Thomas Bäppler-Wolf, (1961), Schauspieler und Stadtverordneter